# Щутово (гмина)
Щутово (пол. Szczutowo) — сельская гмина (волость) в Польше, входит как административная единица в Серпецкий повет, Мазовецкое воеводство. Население — 4476 человек (на 2004 год).

## Демография
| Перепись                       | Всего   | Всего | Женщины | Женщины | Мужчины | Мужчины |
| ------------------------------ | ------- | ----- | ------- | ------- | ------- | ------- |
| Единицы                        | человек | %     | человек | %       | человек | %       |
| Население                      | 4476    | 100   | 2318    | 51,8    | 2158    | 48,2    |
| Плотность населения (чел./км²) | 39,7    | 39,7  | 20,6    | 20,6    | 19,2    | 19,2    |

## Сельские округа
1. Агнешково
2. Бяласы
3. Блинно
4. Близно
5. Цаловня
6. Циссе
7. Домбкова-Парова
8. Дзики-Бур
9. Гожень
10. Гуйск
11. Грабаль
12. Гронды
13. Гуголы
14. Юзефово
15. Карлево
16. Лазы
17. Малюшин
18. Меженцин
19. Моджеве
20. Мосциска
21. Подлесе
22. Слупя
23. Стара-Воля
24. Щехово
25. Щутово

## Поселения
1. Агнешково-Кшижувки
2. Борек
3. Чартовня
4. Херманы
5. Ярошево
6. Язвины
7. Еленец
8. Лукомка
9. Маево
10. Нове-Агнешково
11. Старе-Гронды
12. Завады

## Соседние гмины
1. Гмина Рогово
2. Гмина Росцишево
3. Гмина Серпц
4. Гмина Скемпе
5. Гмина Скрвильно